# Santa Cruz Muluá
Santa Cruz Muluá est une ville du Guatemala dans le département de Retalhuleu.

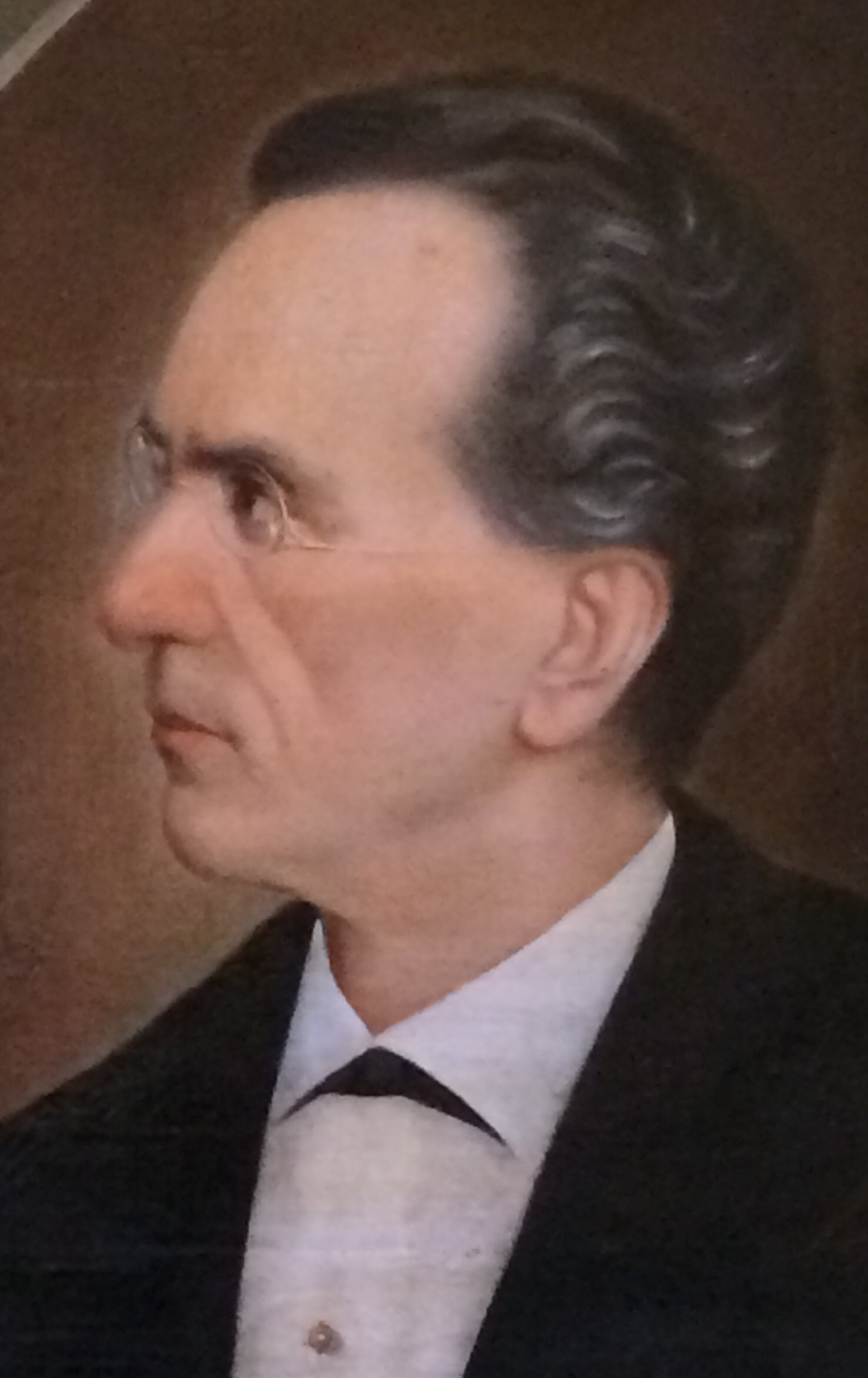
Général Miguel García Granados, leader de la Révolution libérale de 1871.